# Laufenbürg
Laufenbürg ist ein Gemeindeteil der Stadt Wassertrüdingen im Landkreis Ansbach (Mittelfranken, Bayern). Laufenbürg liegt in der Gemarkung Obermögersheim.

## Lage
Die Einöde liegt in einer flachhügeligen Ebene bestehend aus Acker- und Grünland und kleineren Waldgebieten etwa 6,5 km nordöstlich von Wassertrüdingen. Im Osten wird die Flur Vogtsfeld genannt, im Süden Geschieß, im Südwesten Langeloh und im Nordwesten Hart. Im Nordosten liegt das Eichholz, im Westen das Langenholz und im Südwesten das Weinholz. Gemeindeverbindungsstraßen verlaufen nach Stetten (1 km nordöstlich) und Cronheim (1,5 km nördlich) jeweils zur Kreisstraße WUG 25 und zu einer Gemeindeverbindungsstraße (1,4 km südwestlich), die nach Kröttenbach bzw. nach Obermögersheim zur Kreisstraße AN 61 verläuft.

## Geschichte
Die Familie von Zocha besaß seit 1627 das Schloss Laufenbürg. Mit dem Tod des erbenlosen Ministers und Oberbaudirektors Carl Friedrich von Zocha fiel das Schloss an die Grafen von Oettingen zurück. Diese verkauften es für 60.000 fl. zur Schuldendeckung 1749 an den Markgrafen Karl Wilhelm Friedrich. Die Freiherren von Falkenhausen erhielten Laufenbürg als Lehen.
Der Ort lag im Fraischbezirk des ansbachischen Oberamtes Wassertrüdingen. Die limitierte Cent sowie die Grundherrschaft hatte das Rittergut Wald-Lauffenbürg der Freiherren von Falkenhausen inne. Gegen Ende des 18. Jahrhunderts bestand der Ort aus einem Schloss und zwei Häusern. Von 1797 bis 1808 unterstand der Ort dem Justiz- und Kammeramt Wassertrüdingen.
Mit dem Gemeindeedikt wurde Laufenbürg 1809 dem Steuerdistrikt und der Ruralgemeinde Obermögersheim zugewiesen. Im Zuge der Gebietsreform in Bayern wurde Laufenbürg am 1. Juli 1972 nach Wassertrüdingen eingemeindet.

### Baudenkmal
- Haus Nr. 2: Ehemaliges Torhaus des Schlosses Laufenbürg, erdgeschossiger Walmdachbau mit längsseitig vorspringenden Risaliten und konkav vorgezogenen Flankenbauten bzw. Mauern, von Karl Friedrich von Zocha, um 1730/50; Wallanlagen, 18. Jahrhundert; Lustteich des abgegangenen Schlosses, 19. Jahrhundert[9]

### Einwohnerentwicklung
| Jahr      | 001818 | 001840 | 001861 | 001871 | 001885 | 001900 | 001925 | 001950 | 001961 | 001970 | 001987 | 002013 |
| Einwohner | 14     | 18     | 16     | 9      | 9      | 10     | 15     | 22     | 10     | 10     | 4      | 10     |
| Häuser    | 2      | 2      |        |        | 2      | 1      | 1      | 2      | 2      |        | 2      |        |
| Quelle    | [ 11 ] | [ 12 ] | [ 13 ] | [ 14 ] | [ 15 ] | [ 16 ] | [ 17 ] | [ 18 ] | [ 19 ] | [ 20 ] | [ 21 ] |        |

## Religion
Der Ort ist seit der Reformation evangelisch-lutherisch geprägt und bis heute nach St. Anna (Obermögersheim) gepfarrt. Die Einwohner römisch-katholischer Konfession waren ursprünglich nach St. Maria Magdalena (Cronheim) gepfarrt, heute ist die Pfarrei Heilig Geist (Wassertrüdingen) zuständig.